# Marysville (Washington)
Marysville az Amerikai Egyesült Államok északnyugati részén, Washington állam Snohomish megyéjében elhelyezkedő város. A 2010. évi népszámlálási adatok alapján 60 020 lakosa van.
Marysville népessége 2015-ben 2,5%-kal emelkedett, ezzel Washington állam leggyorsabban növekvő városa volt.

## Története

### Megalapítása
A korábban itt fekvő kereskedőhelyet 1872-ben alapította James P. Comeford kormányzati ügynök a Tulalip rezervátum területén. A rezervátum a Point Elliott-i egyezmény 1855-ös aláírásával jött létre.
Az 1860-as és 1870-es években a gazdaság legnagyobb ága a faipar volt; a megtisztított területeken később tejüzemek létesültek. 1874-ben Comeford három favágótól területeket vásárolt, majd 1877-ben feleségével a mai Marysville területére költöztek, ahol üzletet és kikötőt nyitottak. 1879-ben megalapították a postát és a tankerületet; a petíción Comefordék indián szomszédainak aláírása szerepelt, akiknek nevét angolos formára írták át. Comeford 1883-ban az új telepesek számára két szintes szállót nyitott.
A Marysville név eredete vitatott. A történelmi társaság szerint az eredetileg a Mariasville nevet viselő települést Maria Comeford nevezték volna el, azonban Idahóban már létezett egy azonos nevű helység. Az 1880-as években érkező James Johnson és Thomas Lloyd javasolták szülővárosuk, a kaliforniai Marysville nevét. Comeford üzletét 1884-ben eladta Mark Swinnertonnak és Henry B. Myersnek, majd a ma Marysville részét képező Kellogg Marshba költözött.
A település hivatalos létrejöttét J. D. Morris orvos jegyeztette be. 1887-ben megnyílt az első fűrészüzem, amelyet később további három követett. A négyszáz lakosú Marysville 1891. március 20-án kapott városi rangot; első polgármestere Mark Swinnerton lett. A Great Northern Railway vasútvonala és az ahhoz tartozó híd 1891-ben készült el. A ma is létező Marysville Globe című újságot Thomas P. Hopp alapította 1892-ben.

### 20. század
A századfordulóra a népesség elérte a 728 főt. Ebben az időszakban több közösségi szervezet is megjelent a városban. A tűzoltóságként és könyvtárként is szolgáló városháza 1901-ben nyílt meg. 1906-ra kiépítették a villamos- és az ivóvízhálózatot, ugyanezen évben pedig megnyílt a középiskola.
1910-ben a lakosságszám elérte az 1239 főt, ekkor az Ebey-csatorna mentén tíz fűrészüzemben folyt feldolgozás. Az 1920-as évekre jelentős lett a mezőgazdaság. Epertermesztéssel több mint 810 hektáron foglalkoztak; a város beceneve (Az eperváros) is innen ered. Az eperfesztivált 1932 óta rendezik meg.
Az Everett felé vezető hidat 1927-ben adták át. Mivel a településen több iparág is jelen volt, a nagy gazdasági világválság nem okozott akkora kárt, mint a térség más városaiban. A második világháborúban az indián rezervátum területén lőszergyárat nyitottak; a létesítmény később a Boeing tesztcsarnoka lett.
Marysville az 1950-es évektől Seattle és Everett alvóvárosa. Az Interstate 5-öt 1954 és 1969 között, öt szakaszban adták át. Mivel az autópálya elkerüli a várost, a turisztikai bevételek csökkentek, azonban az új út tehermentesítette a belvárosi szakaszokat. 1954-ben Marysville egy 2500 lakosú területet annektált. 1962 márciusában a város harmadik osztályúvá vált, mellyel az önkormányzat nagyobb önállósághoz jutott. A kereskedelmi kamara a seattle-i világkiállításon a Smokey Pointban megrendezett, földönkívüliekről szóló bemutatót népszerűsített.
1969. június 6-án a Great Northern tehervonata a vasútállomás előtt tárolt kocsikba ütközött. A vizsgálat szerint a két ember halálával és az állomásépület megrongálódásával végződő baleset oka az volt, hogy a mozdonyvezető figyelmen kívül hagyta a sebességkorlátozást. Az esetet követően az állomást lebontották és nem építették újra.
Az urbanizáció hatására 1980-ra a népesség 5544 főre nőtt. A növekedés a külső területeken koncentrálódott, így a belváros gazdasága gyengült. Az önkormányzat 1981-ben a városközpont rehabilitációja mellett döntött. Az 1982 novemberében bemutatott terv részét képezte egy új kereskedelmi negyed, egy kibővített kikötő és a gyalogos megközelíthetőség javítása is. A tervet a kikötő és a belvárosi üzletek tulajdonosai is ellenezték, így a közmeghallgatások egészen a következő év végéig elhúzódtak. Daryl Brennick polgármester megvétózta a tervet, így az nem valósult meg. Egy későbbi terv egy belvárosi plázát foglalt magában, amelyhez több épület lebontása szükséges.
Az 1980-as és 1990-es években az épületmoratórium feloldását követően új lakóházak és üzletek létesültek. A különböző annexiókkal a város területe 2000-re elérte a 25 km2-t, lakossága pedig a 25 315 főt. Az évtizedben számos új közszolgálati létesítményt is átadtak. A tulalip törzs első kaszinója 1992-ben nyílt meg, a Quil Ceda Village bevásárlóközpont kialakítása pedig a 2000-es évek elején kezdődött.

### 21. század
A haditengerészet bázisa 1994-ben nyílt meg. Egy évvel később a városhoz csatoltak egy Smokey Point melletti területet. A Puget Sound-i Regionális Tanács az arlingtoni repülőtér átalakítását vizsgálta, azonban végül megépült a Seattle–Tacoma nemzetközi repülőtér harmadik futópályája. 2004 szeptemberében Marysville támogatást nyert az International Speedway Corporation által üzemeltetendő NASCAR-pálya kialakítására Smokey Point közelében. A projektet a szükséges átalakítások és környezeti viszonyok miatt felfüggesztették; helyén később a Washingtoni Egyetem telephelye működött volna, azonban a helyszínnel kapcsolatos problémák miatt ezt 2011-ben elvetették.
2000 és 2006 között 23 területet csatoltak a városhoz, melynek határa ekkor már Arlingtonig ért. 2009-ben North Marysville egy részének annektálásával Marysville területe 1152 hektárral, lakosságszáma pedig húszezer fővel bővült. 2007-ben North Lakewoodban új bevásárlóközpontok nyíltak, ezáltal az adóbevételek, de a forgalmi dugók is nőttek.
A csónakkikötő 2005-ös megnyitásával újra felmerült a belváros átépítése. Az utolsó vízparti fűrészüzemet a város 2005-ben megvásárolta, majd 2008-ban lebontotta. A 2009-ben elfogadott terv szerint a belvárost húsz év alatt alakítanák át: a gyalogosokat előnyben részesítenék és új városháza is épülne. Az önkormányzat a 2010-es évek elején számos vízparti területet megvásárolt azzal a céllal, hogy együttműködhessenek egy magánbefektetővel. 2015-ben a város csatlakozott a környezetvédelmi ügynökség támogatási programjához.
2010-ben Marysville 60 020 fős népességével Everett után a megye legnagyobb városa lett; 2015-ben a lakosságszám 2,5%-kal nőtt, amely a legmagasabb arány Washingtonban. A további növekedés érdekében új lakó- és ipari övezetek állnak fejlesztés alatt. A 2010-ben megnyílt Marysville Getchell Középiskola négy kisebb intézmény összevonásával jött létre.
2014. október 24-én a Marysville Pilchuck Középiskola büféjében történő lövöldözésben öt diák meghalt (köztük az elkövető is), egy pedig súlyosan megsebesült. Az eset miatt előtérbe került a fegyvertartás szigorítása. A büfé a tanév hátralévő részében zárva tartott, helyette 2017 januárjában új létesítmény nyílt.

## Éghajlat
A város éghajlata mediterrán (a Köppen-skála szerint Csb).
| Hónap                         | Jan.  | Feb.  | Már.  | Ápr. | Máj. | Jún. | Júl. | Aug. | Szep. | Okt. | Nov.  | Dec.  | Év    |
| ----------------------------- | ----- | ----- | ----- | ---- | ---- | ---- | ---- | ---- | ----- | ---- | ----- | ----- | ----- |
| Rekord max. hőmérséklet (°C)  | 22,2  | 23,3  | 27,8  | 31,1 | 33,9 | 36,7 | 33,9 | 34,4 | 31,7  | 28,3 | 22,8  | 18,9  | 36,7  |
| Átlagos max. hőmérséklet (°C) | 8,9   | 10,6  | 12,8  | 15,6 | 18,3 | 21,1 | 23,9 | 23,9 | 21,1  | 16,1 | 11,1  | 7,8   | 16,0  |
| Átlagos min. hőmérséklet (°C) | 1,7   | 1,1   | 2,8   | 5,0  | 7,8  | 10,6 | 12,2 | 12,2 | 9,4   | 5,6  | 3,3   | 0,6   | 6,1   |
| Rekord min. hőmérséklet (°C)  | −18,0 | −18,0 | −12,2 | −5,0 | −3,9 | 2,2  | 2,8  | 3,3  | −0,6  | −5,6 | −18,0 | −18,0 | −18,0 |
| Átl. csapadékmennyiség (mm)   | 129   | 81    | 94    | 76   | 68   | 58   | 30   | 29   | 50    | 91   | 141   | 131   | 978   |
| Forrás: The Weather Channel   |       |       |       |      |      |      |      |      |       |      |       |       |       |

## Népesség
A 2010-es népszámláláskor a városnak 60 020 lakója, 21 219 háztartása és 15 370 családja volt. A népsűrűség 1116,7 fő/km2. A lakóegységek száma 22 363, sűrűségük 416,1 db/km2. A lakosok 80%-a fehér, 1,9%-a afroamerikai, 1,9%-a indián, 5,6%-a ázsiai, 0,6%-a a Csendes-óceáni szigetekről származik, 4,4%-a egyéb, 5,5%-a pedig kettő vagy több etnikumú. A spanyol vagy latino származásúak aránya 10,3% (   )
A háztartások 40,5%-ában élt 18 évnél fiatalabb. 53,8% házas, 12,5% egyedülálló nő, 6,2% egyedülálló férfi, 27,6% pedig nem család. 20,9% egyedül élt; 7,7%-uk 65 éves vagy idősebb. Egy háztartásban átlagosan 2,8 személy élt; a családok átlagmérete 3,22 fő.
A medián életkor 34,2 év volt. A város lakóinak 27,5%-a 18 évesnél fiatalabb, 9,1% 18 és 24 év közötti, 28,8%-uk 25 és 44 év közötti, 24,7%-uk 45 és 64 év közötti, 9,9%-uk pedig 65 éves vagy idősebb. A lakosok 49,4%-a férfi, 50,6%-a pedig nő.

## Gazdaság
A 2015-ös adatok szerint a városban 33 545 aktív korú lakos él; a munkanélküliség 8,9%. A lakosok 10%-a dolgozik a városhatárokon belül; többségük Everettben, Seattle-ben és King megye más településeire ingázik (legtöbbjüket a Boeing és a Microsoft alkalmazza). 79% saját gépjárművel, 12% telekocsival, 3% pedig tömegközlekedéssel jut el munkahelyére; az átlagos ingázási idő 30 perc.
A város gazdasága egykor a faiparon és a mezőgazdaságon alapult. A nagy gazdasági világválság a több ágazatra támaszkodó gazdaságnak köszönhetően itt nem okozott súlyos károkat. Az 1950-es években a legnagyobb foglalkoztató a Weiser Lumber Company volt, melynek üzeme 1955. május 6-án leégett. A gyárat ezután 2007-es bezárásáig a Welco Lumber működtette.
Az 1950-es évekbeli urbanizáció során erősödött a szolgáltatóipar jelenléte. Ugyan farmok továbbra is léteznek, a faipar teljesen megszűnt. Az 1980-as évek óta a gazdaság a kereskedelmi létesítmények (például az 1987-ben megnyílt Marysville Towne Center Mall) körül központosul. A tulalip törzs a 2000-es években megnyitotta kaszinóját, amely az adóbevételek csökkenéséhez vezetett. Az évtized végén Lakewood városrészben kettő bevásárlóközpont, a Smokey Point sugárút mentén pedig számos autókereskedés nyílt.
A regionális kereskedelmi tanács 2019-ben az Arlington és Marysville közti területen ipari park megnyitásáról döntött, amely az előrejelzések szerint 40 ezer új munkahelyet fog teremteni. Marysville legnagyobb foglalkoztatója a repülőgépek belterével foglalkozó Safran Cabin (korábban C&D Zodiac). A Northside USA cipőgyártó székháza 2016-ban nyílt meg.

## Közigazgatás
A polgármestert és a képviselő-testület hét tagját négy évre választják. A polgármester csak egyszer választható újra. A pozíciókról két szavazást tartanak: három képviselőt a polgármesterrel együtt, míg további négyet két év elteltével választanak meg. A testületi elnök mandátuma egy évre szól. 2002-ben szavazást tartottak a városmenedzseri pozíció bevezetéséről, azonban a javaslat elbukott.
A 2015-ös adatok szerint az önkormányzatnak 266 alkalmazottja van, költségvetése pedig 38,7 millió dollár.

## Kultúra
A városban több művészeti szervezet (például a Marysville-i Művészkoalíció vagy a Sounds Boir női kórus) működik. A 2009-ben alapított Vörös Függöny Művészeti Alapítvány zenei, színészi, színházrendezői és egyéb képzéseket szervez. A szervezet 2012-ben egy barkácsbolt helyén közösségi házat nyitott, majd 2015-ben azt a város központjába költöztették, ahol 130 férőhelyes színház, osztálytermek és más létesítmények kialakítását tervezik.
Az 1993 és 1995 között a Marysville Towne Center Mallban működő gyermekmúzeumot később Everettbe költöztették. A belvárosi telefonmúzeum 1996 óta működik.
Az 1980-as Trouble in High Timber Country című tévéfilmet Marysville-ben forgatták.
A június harmadik hétvégéjén megrendezett eperfesztivál részét képezi egy felvonulás és az esti tűzijáték. Az 1932-ben alapított eseményt 1942 és 1945 között a második világháború, 1949-ben pedig a poliovírus megjelenése miatt nem rendezték meg. Az egy hétig tartó esemény százezer látogatót vonz. A Merrysville-t december elején rendezik meg.
A termelői piacot 2015 óta újra megrendezik.

## Parkok

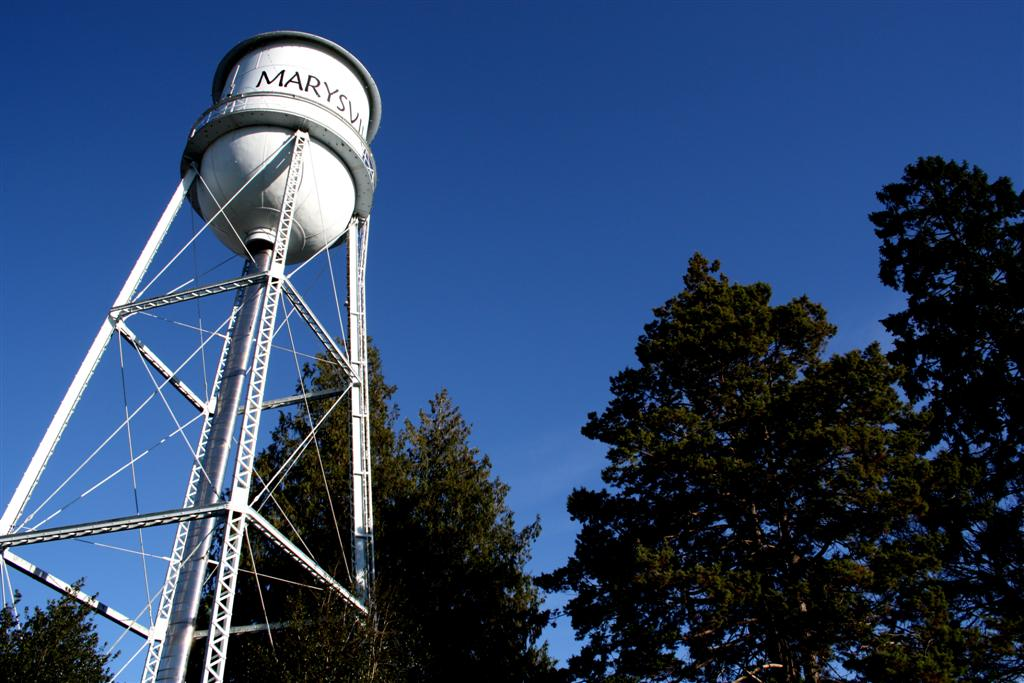
A Comeford Park víztornya

A város 35 rekreációs létesítménye (melyek között parkok, természetvédelmi területek, egy golfpálya és közösségi épületek is megtalálhatóak) 197,2 hektáron terül el.
A legrégebbi park a település alapítóiról elnevezett Comeford Park, ahol a város 1921-ben épült, az 1970-es évek óta használaton kívül álló víztornya is áll (a másodikat 1987-ben lebontották). Az 1990-es években a 37 méter magas struktúra elbontását tervezték, de 2002-ben a történelmi társaság felújíttatta. A parkban található a Ken Baxter Közösségi Központ is.
A Jennings Parkban kísérleti ültetvényeket létesítettek és itt található az önkormányzat parkokért felelős bizottságának székhelye is. A területet 1963-ban a Jennings család adományozta a városnak.
A 2005-ben megnyílt Ebey Waterfront parkban csónakkikötő is található. A gördeszkapark 2002-ben nyílt meg. A 40 hektáron elterülő, 1927 óta működő Cedarcrest golfpálya 1972-ben került a város tulajdonába. Marysville-ben több magánlétesítmény (például a YMCA által fenntartott) is található.
A parkfenntartó bizottság a fiatalok számára a tankerülettől bérelt, valamint saját tulajdonú létesítményekben (például Strawberry Fields Athletic Complex) sporteseményeket rendez.

## Oktatás
A 22 intézményt fenntartó Marysville-i Tankerületnek a 2018–2019-es tanévben 11 196 diákja, 595 tanára és 359 egyéb alkalmazottja volt. A tankerület munkatársainak 2003-as sztrájkja 49 napig tartott, azonban a munkabeszüntetést a legfelsőbb bíróság illegitimnek minősítette.
Egyes iskolákat az arlingtoni, Lake Stevens-i és lakewoodi tankerületek üzemeltetnek. Az egyházi fenntartású Grace Academynek több mint 325 diákja van.
Az Everetti Közösségi Főiskola szépségápolási képzései Marysville-ben folynak.
A Sno-Isle Libraries által üzemeltetett könyvtár 1995-ben nyílt meg a korábbi, városi intézmény leváltására. A szervezet 2018-ban Smokey Pointban egy korábban üresen álló üzletben fiókkönyvtárat nyitott, amelyet később egy állandó jellegű intézménnyel kívánnak helyettesíteni.

## Infrastruktúra

### Egészségügy
A városban kettő, a The Everett Clinic, illetve a Providence által fenntartott szakrendelő működik. Smokey Point pszichiátriája 2017 júniusában nyílt meg; ugyanitt a Kaiser Permanente egy rendelő megnyitását tervezi.

### Közlekedés
Marysville közúton az I-5-ön, a WA-9-en, a WA-528-on, a WA-529-en és a WA-531-en közelíthető meg.
Az átlagos ingázási idő 30 perc. A közlekedési hatóság az Interstate 5 bővítését, valamint a vasúti átjárók tehermentesítésére a Washington State Route 529-en új csomópont megnyitását tervezi. A 2014. április 22-én elfogadott javaslat alapján a városban 0,2%-os forgalmi adót vezettek be, amelyből az utak karbantartását és fejlesztését finanszírozzák.
A város tömegközlekedését a Community Transit biztosítja. A Sound Transit a későbbiekben tervezi járatainak (Swift BRT és Sounder helyérdekű vasút) Marysville-ig való hosszabbítását.
A településen áthalad a BNSF vasúti pályája, viszont az azon közlekedő vonatok Marysville-ben nem állnak meg. Marysville-ben 23 szintbeli vasúti átjáró található, melyek jelentősen növelik a torlódásokat. A Tulalip törzs tervei között szerepel egy vasútállomás megnyitása. A Frontier magánrepülőtér Marysville és Granite Falls között fekszik.
A Snohomish és Arlington között húzódó Centennial túraútvonal Marysville-t is érinti. A város további útvonalak kialakítását is tervezi.

### Közművek
Az elektromos áramot a megyei közműszolgáltató, a földgázt pedig a Puget Sound Energy biztosítja. A hulladékszállításért a város, az újrahasznosításért pedig a Waste Management felel. Telekommunikációs szolgáltatásokat a Comcast, a Frontier Communications és a Wave Broadband nyújt.
Az ivóvíz- és csatornaszolgáltatást Marysville maga biztosítja. A víz a Stillaguamish folyóból, a Spada-víztározóból és kutakból származik, a szennyvíztisztítást pedig egy városi üzemben végzik. A regionális csapadékvíz-tisztító létesítményt 2003-ban adták át.
A Marysville által annektált területek ellátásáról a város és a megyei közműszolgáltató közötti megállapodás rendelkezik.

## Média
A városban van a Marysville Globe és a North County Outlook című újságok székhelye. Az 1891-ben alapított, ma a Sound Publishing tulajdonában álló Marysville Globe 2007. november 28-ától ingyenesen elérhető. Marysville-ben a KOMO-TV, KING-TV, KIRO-TV és KCPQ-TV televíziócsatornák, valamint több rádióadó is elérhetők. A tankerület saját tévécsatornát üzemeltet, amely a város tulajdonában áll.

## Nevezetes személyek
- Brady Ballew, labdarúgó[155]
- Charles Hamel, az olajipar visszaéléseit feltáró személy[156]
- Chris King, sportkommentátor[157]
- Emily Wicks, politikus[158]
- Haley Nemra, atléta[159]
- Howell Oakdeane Morrison, zenész[160]
- Jack Metcalf, politikus[161]
- Jake Luton, amerikaifutball-játékos[162]
- Jan Haag, író, költő[163]
- Jarred Rome, diszkoszvető[164]
- Jeff Pahukoa, amerikaifutball-játékos[165]
- John DeCaro, hokijátékos[166]
- Larry Christenson, baseballozó[167]
- Patty Schemel, zenész[168]
- Robert A. Brady, közgazdász[169]
- Shane Pahukoa, amerikaifutball-játékos[167]
- Simeon R. Wilson, politikus és lapszerkesztő[170]
- Steve Musseau, amerikaifutball-edző[171]
- Steve Thompson, amerikaifutball-játékos[172]
- Trina Davis, labdarúgó[173]

## Testvérváros
- Jüecsing, Kína[174]

## Fordítás
- Ez a szócikk részben vagy egészben  a   Marysville, Washington című angol Wikipédia-szócikk ezen változatának fordításán alapul.  Az eredeti cikk szerkesztőit annak laptörténete sorolja fel. Ez a jelzés csupán a megfogalmazás eredetét és a szerzői jogokat jelzi, nem szolgál a cikkben szereplő információk forrásmegjelöléseként.